# San Felipe Toctla
San Felipe Toctla är en ort i Mexiko.   Den ligger i kommunen Acteopan och delstaten Puebla, i den sydöstra delen av landet, 90 km sydost om huvudstaden Mexico City. San Felipe Toctla ligger 1 688 meter över havet och antalet invånare är 594.
Terrängen runt San Felipe Toctla är kuperad. Runt San Felipe Toctla är det ganska tätbefolkat, med 86 invånare per kvadratkilometer. Närmaste större samhälle är Tetela del Volcán, 15,0 km norr om San Felipe Toctla. I omgivningarna runt San Felipe Toctla växer huvudsakligen savannskog.